# ユカイパ (カリフォルニア州)
ユカイパ（Yucaipa）は、アメリカ合衆国カリフォルニア州のサンバーナディーノ郡にある都市。人口は5万4542人（2020年）。ロサンゼルスの東110キロメートルに位置している。

## 地理
サンバーナディーノ山脈南側の傾斜地にあり、標高は約800メートルである。湧水が豊富である。

## 歴史
古くからアメリカ先住民の居住地だった。地名の意味は「緑の谷」である。1771年、スペイン人宣教師が設立したサンガブリエル伝道所の教区内となった。1842年、ヨーロッパ人の入植が始まった。
1989年に法人化し「ユカイパ市」が誕生した。

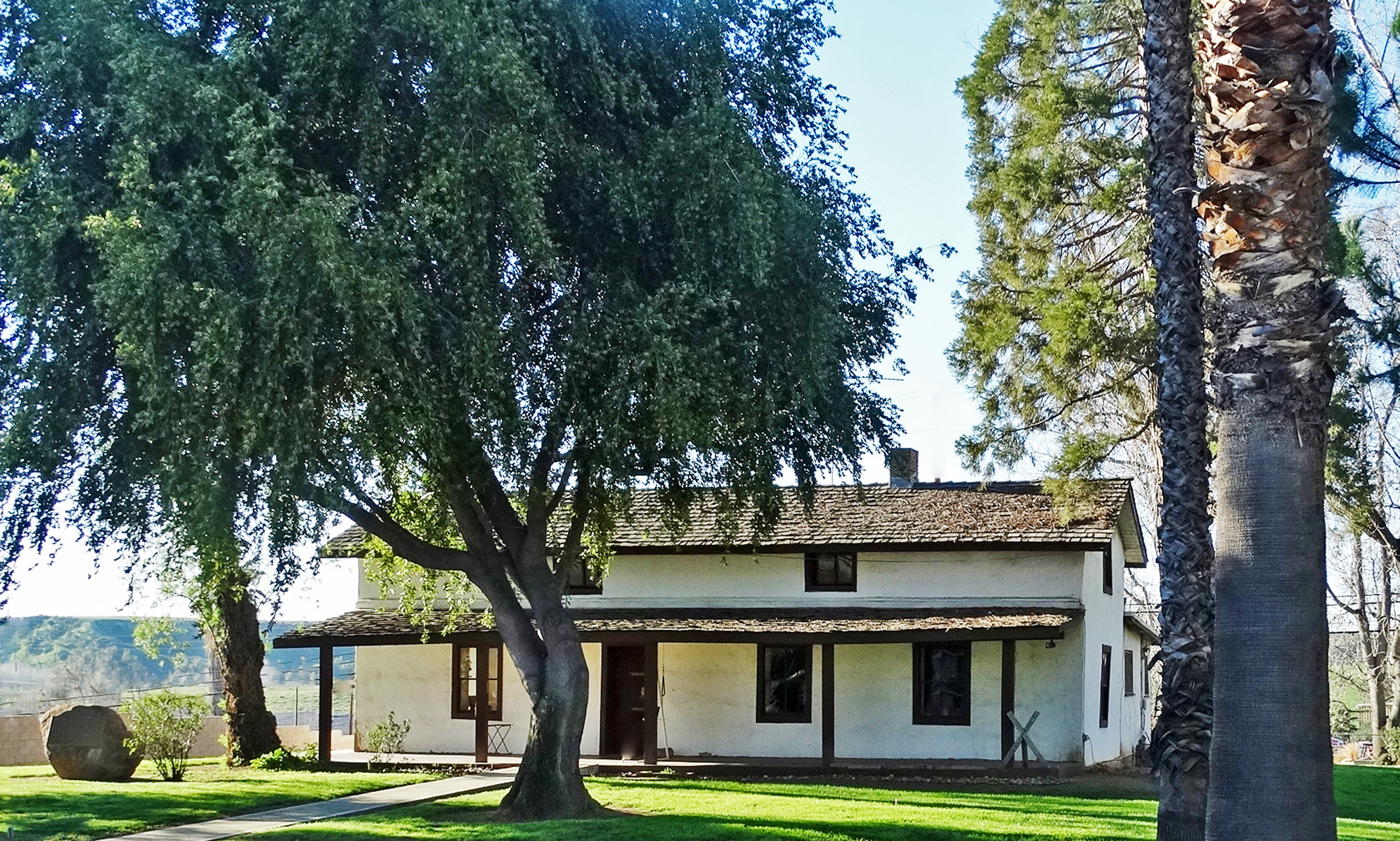
アドベ造りの農家（1842年築）